# Indicatif régional 441

L'indicatif régional 441 est l'indicatif téléphonique régional des Bermudes.
L'indicatif régional 441 fait partie du plan de numérotation nord-américain.

## Historique
Cet indicatif a été créé par la scission de l'indicatif régional 809, en ou autour d'octobre 1995.
Jusqu'en 1995, plusieurs des îles des Caraïbes et de l'Atlantique ont partagé l'indicatif régional 809 à l'intérieur du plan de numérotation nord-américain. Entre 1995 et 1999, chacune de ces îles a reçu son propre indicatif. Les Bermudes ont reçu l'indicatif 441.